# Стил, Доминик
Доминик Стил (англ. Dominique Steele; род. 25 января 1988, Цинциннати) — американский боец смешанного стиля, представитель средней и полусредней весовых категорий. Выступает на профессиональном уровне начиная с 2011 года, известен по участию в турнирах бойцовских организаций UFC, Strikeforce, Bellator, Fight Nights, XFC и др. Владел титулом чемпиона CES MMA в полусреднем весе.

## Биография
Доминик Стил родился 25 января 1988 года в городе Цинциннати штата Огайо, США. Рос в близлежащем городке Норвуде, учился здесь в старшей школе, которую окончил в 2006 году. С юных лет серьёзно занимался борьбой, участвовал во многих школьных соревнованиях, одержав в общей сложности 43 победы и потерпев только одно поражение.
Начиная с 2009 года выступал на любительских соревнованиях по ММА.

### Начало профессиональной карьеры
Дебютировал в смешанных единоборствах на профессиональном уровне в феврале 2011 года, на турнире Spartan FC встретился в Джейсоном Бутчером и уже на 45 секунде первого раунда был нокаутирован. Тем не менее, в дальнейшем одержал шесть побед подряд, выступил на турнирах таких крупных промоушенов как Strikeforce и Bellator. В 2012 году подрался с такими известными бойцами как Дэвид Бранч и Брайан Роджерс, но обоим уступил единогласным судейским решением.
В дальнейшем спустился в полусреднюю весовую категорию, сделал серию из пяти побед подряд, в том числе победил на турнире организации Xtreme Fighting Championships. В июне 2015 года завоевал титул чемпиона CES MMA в полусреднем весе, выиграв единогласным решением у Чака О’Нила.

### Ultimate Fighting Championship
Имея в послужном списке 13 побед и только 5 поражений, Стил привлёк к себе внимание крупнейшей бойцовской организации мира Ultimate Fighting Championship и летом 2015 года подписал с ней долгосрочное соглашение. Дебютировал в октагоне UFC уже в июле, проиграв техническим нокаутом Заку Каммингсу.
Следующим его соперником должен был стать кореец Лим Хён Гю, но тот травмировался и был заменён другим корейцем Ким Дон Хёном. В итоге Стил выиграл нокаутом в третьем раунде, заработав бонус за лучшее выступление вечера.
В дальнейшем потерпел три поражения подряд, и его отношения с организацией подошли к концу.

### Fight Nights Global
Одержав победу в Бельгии над французским ветераном Карлом Амуссу, в феврале 2018 года Стил подписал контракт с крупной российской организацией Fight Nights Global.

## Статистика в профессиональном ММА
| Боёв 30  | Побед 18 | Поражений 12 |
| -------- | -------- | ------------ |
| Нокаутом | 5        | 7            |
| Сдачей   | 3        | 0            |
| Решением | 10       | 5            |

| Результат | Рекорд | Соперник            | Способ               | Турнир                                  | Дата             | Раунд | Время | Место                  | Примечание                                            |
| --------- | ------ | ------------------- | -------------------- | --------------------------------------- | ---------------- | ----- | ----- | ---------------------- | ----------------------------------------------------- |
| Поражение | 18-12  | Тедди Эш            | TKO (рассечение)     | Unified MMA 36                          | 1 марта 2019     | 4     | 5:00  | Альберта, Канада       | Лишился титула чемпиона Unified MMA в среднем весе.   |
| Победа    | 18-11  | Тедди Эш            | TKO (удары руками)   | Unified MMA 35                          | 7 декабря 2018   | 1     | 4:51  | Альберта, Канада       | Выиграл титул чемпиона Unified MMA в среднем весе.    |
| Поражение | 17-11  | Мэтт Дуайер         | TKO (удары руками)   | XFFC 18: Diablo Fight Series            | 21 июля 2018     | 1     | 4:59  | Альберта, Канада       | Бой за вакантный титул чемпиона XFFC в среднем весе.  |
| Победа    | 17-10  | Трэвис Дэвис        | Единогласное решение | Alliance MMA: Steele vs. Davis          | 2 июня 2018      | 3     | 5:00  | Колумбус, США          | Вернулся в средний вес.                               |
| Поражение | 16-10  | Николай Алексахин   | TKO (удары руками)   | Fight Nights Global 83                  | 22 февраля 2018  | 1     | 2:37  | Москва, Россия         |                                                       |
| Победа    | 16-9   | Карл Амуссу         | Единогласное решение | Cage Warriors 89                        | 25 ноября 2017   | 3     | 5:00  | Антверпен, Бельгия     | Бой в промежуточном весе 78,4 кг; Стил не сделал вес. |
| Победа    | 15-9   | Портленд Прингл III | Единогласное решение | Colosseum Combat 41                     | 7 октября 2017   | 3     | 5:00  | Кокомо, США            | Бой в среднем весе.                                   |
| Поражение | 14-9   | Люк Жюмо            | Единогласное решение | UFC Fight Night: Lewis vs. Hunt         | 11 июня 2017     | 3     | 5:00  | Окленд, Новая Зеландия |                                                       |
| Поражение | 14-8   | Корт Макги          | Единогласное решение | UFC Fight Night: Rodríguez vs. Caceres  | 6 августа 2016   | 3     | 5:00  | Солт-Лейк-Сити, США    |                                                       |
| Поражение | 14-7   | Дэнни Робертс       | Единогласное решение | UFC 197                                 | 23 апреля 2016   | 3     | 5:00  | Лас-Вегас, США         | Бой вечера.                                           |
| Победа    | 14-6   | Ма Дон Хён          | KO (слэм)            | UFC Fight Night: Henderson vs. Masvidal | 28 ноября 2015   | 3     | 0:27  | Сеул, Южная Корея      | Выступление вечера.                                   |
| Поражение | 13-6   | Зак Каммингс        | TKO (удары руками)   | UFC on Fox: Dillashaw vs. Barão 2       | 25 июля 2015     | 1     | 0:43  | Чикаго, США            |                                                       |
| Победа    | 13-5   | Чак О’Нил           | Единогласное решение | CES MMA 29                              | 12 июня 2015     | 5     | 5:00  | Линкольн, США          | Выиграл титул чемпиона CES MMA в полусреднем весе.    |
| Победа    | 12-5   | Ник Дуэлл           | Единогласное решение | NAAFS: Caged Vengeance 16               | 7 марта 2015     | 3     | 5:00  | Кантон, США            | Бой в промежуточном весе 81,6 кг.                     |
| Поражение | 11-5   | Хосе Фигероа        | TKO (удары руками)   | Gladiators of the Cage 7                | 19 июля 2014     | 1     | 2:56  | Кливленд, США          |                                                       |
| Победа    | 11-4   | Дэн Хорнбакл        | Единогласное решение | NAAFS: Driven MMA 1                     | 1 марта 2014     | 3     | 5:00  | Кантон, США            |                                                       |
| Победа    | 10-4   | Кит Кунагин         | Сдача (удары руками) | TWEF 15                                 | 18 января 2014   | 2     | 4:48  | Флоренс, США           |                                                       |
| Победа    | 9-4    | Райан Томас         | Единогласное решение | XFC 27                                  | 13 декабря 2013  | 3     | 5:00  | Маскиген, США          |                                                       |
| Победа    | 8-4    | Нейт Мур            | Единогласное решение | MMA Xtreme: Fists Will Fly              | 24 августа 2013  | 3     | 5:00  | Эвансвилл, США         |                                                       |
| Победа    | 7-4    | Джошуа Торп         | TKO (удары руками)   | AAMMA 33                                | 7 июня 2013      | 2     | 3:52  | Флоренс, США           | Дебют в полусреднем весе.                             |
| Поражение | 6-4    | Тревис Кларк        | KO (удары руками)    | NAAFS: Caged Vengeance 13               | 30 марта 2013    | 1     | 1:10  | Кантон, США            |                                                       |
| Поражение | 6-3    | Брайан Роджерс      | Единогласное решение | Bellator 78                             | 26 октября 2012  | 3     | 5:00  | Дейтон, США            |                                                       |
| Поражение | 6-2    | Дэвид Бранч         | Единогласное решение | Pure MMA: The Beginning                 | 22 января 2012   | 3     | 5:00  | Плейнс, США            |                                                       |
| Победа    | 6-1    | Дональд Кроуфорд    | Единогласное решение | VFL 34                                  | 7 января 2012    | 3     | 5:00  | Уильямсон, США         |                                                       |
| Победа    | 5-1    | Джошуа Бланшард     | TKO (удары руками)   | Spartan FC 10                           | 11 ноября 2011   | 1     | 3:27  | Ашленд, США            |                                                       |
| Победа    | 4-1    | Крис Мержвяк        | Единогласное решение | Strikeforce: Barnett vs. Kharitonov     | 10 сентября 2011 | 3     | 5:00  | Цинциннати, США        |                                                       |
| Победа    | 3-1    | Рикко Ралстон       | Сдача (удары руками) | AP: Crossroads of Redemption            | 23 июля 2011     | 1     | 3:57  | Лоренсберг, США        |                                                       |
| Победа    | 2-1    | Кинан Карри         | TKO (удары руками)   | ICE 53                                  | 4 июня 2011      | 1     | 4:30  | Цинциннати, США        |                                                       |
| Победа    | 1-1    | Джордж Ойлер        | Сдача (удары руками) | AAMMA 13                                | 7 мая 2011       | 1     | 2:07  | Флоренс, США           |                                                       |
| Поражение | 0-1    | Джейсон Бутчер      | KO (удары руками)    | Spartan FC 7                            | 25 февраля 2011  | 1     | 0:45  | Лексингтон, США        |                                                       |